# 罗伯特·卡根
罗伯特·卡根（英語：Robert Kagan，1958年9月26日—），生于希腊雅典，是一名美国历史学家、作家、专栏作者和外交政策评论员。卡根通常被认为是新保守主義的代表人物之一，但他将自己定义为一名“自由干涉主义者”。
卡根是新保守主义色彩的新美国世纪计划的联合创始人之一，他同时也是布鲁金斯学会的高级研究员以及美国外交关系协会会员。他曾经为美国共和党总统候选人做外交政策顾问，也向民主党人，比如总统奥巴马任内的国务卿希拉里·克林顿做过顾问。他为《华盛顿邮报》每月撰写国际事务的专栏，亦是《新共和》杂志的特约编辑。

## 个人生活和教育
罗伯特·卡根的父亲唐纳德·卡根是耶鲁大学古典和历史系的斯特林教授，是研究伯罗奔尼撒战争历史的专家。他的兄弟弗雷德里克是一名军事历史学家和作家。卡根1980年从耶鲁获得文学士学位，并且从1979年起为《耶鲁政治月刊》担任首席编辑并帮助其重整。他随后从哈佛大学约翰·F·肯尼迪政府学院获得硕士并从位于华盛顿特区的美利坚大学获得博士学位。
卡根的妻子是美国外交官维多利亚·纽兰，她在奥巴马政府中担任负责欧洲和欧亚事务的助理国务卿。

## 理念和职业生涯
1983年罗伯特·卡根为纽约州共和党众议员杰克·肯普担任外交政策顾问。1984至1986年，在美国总统罗纳德·里根任内，他担任美国国务卿乔治·普拉特·舒尔茨的演讲稿撰写人并作为美国国务院政策计划研究员之一。1986至1988年，他在美国国务院美洲事务局任职。1997年，卡根与威廉·克里斯托尔联合创立了新美国世纪计划。自1998年至2010年8月，卡根担任卡内基国际和平基金会高级研究员。2010年9月他被任命为布鲁金斯学会美国中部和欧洲高级研究专员。
在2008年美国总统选举中，他为美国共和党候选人約翰·麥凱恩担任外交政策顾问。
卡根还分别在美国国务卿希拉里·克林顿和约翰·克里任下的国务院外交政策委员会任职。他还是智库外交政策倡议董事会成员之一。
政治学家安德魯·巴塞維奇在对卡根的著作《历史的回归与梦想的终结》评论中称他为“首席新保守主义外交政策理论家”。《卫报》在人物介绍中称卡根对其“新保守”的头衔感到“不适”并称“他坚称他在美国传统中无疑是‘开明’而‘进步’的”。2008年，卡根在《世界事务》杂志上发表了一篇题为《新保守国度：新保守主义，约1776年》的文章，将美国新保守主义的主要组成部分定义为对美式道德施用于世界的一种正直信念，对美国保持孤立的支持，对美式自由与民主输出的促进，对美国霸权的信任，对美国军事力量的自信以及对国际机构的不信任。卡根将他的外交政策形容为“深深地扎根于美国历史并且广泛地被美国人民所共识”。
2006年，卡根写道俄罗斯和中国是“自由主义当今面临的挑战”中最棘手的：“俄罗斯和中国也不欢迎自由的西方世界为促进全球自由政治所作出的努力，尤其是在对他们来说重要的战略地带。……不幸的是，自由主义当今面临的挑战可能不仅只有基地组织，甚至它都不算是最大的挑战。”

## 写作
卡根是《华盛顿邮报》的专栏作家也是《新共和》和《旗帜周刊》的特约编辑。他同时还为《纽约时报》《外交》《华尔街日报》《评论》《世界事务》和《政策评论》等撰写文章。

根据卡根的观点文章《鲍威尔的问题》（《华盛顿邮报》, 2000年7月23日），学者盖伊·罗伯茨称“这位新美国世纪计划的联合创始人寻求解释其核心矛盾”——新保守主义者们与克林·鲍威尔之间立场的矛盾。文中卡根写道：
鲍威尔的问题在于他在政治上和策略上的判断力。他相信如果没有广泛的民众支持美国就不应该卷入纷争，但他又不相信民众会支持任何事情。这种死板的逻辑几乎让我们丧失了冷战后所有能想到的干预机会。
作家克拉伦斯·劳森形容卡根在这篇文章中“为萨达姆·侯赛因仍留存着势力”而责怪鲍威尔。
在后续的评论文章《聚焦克林·鲍威尔》（《費城詢問報》, 2002年2月12日）中，卡根赞扬鲍威尔“立场明确地维护了新布什主义”并对“在伊拉克”的政权更迭表明了“他的支持”。
2003年伊拉克战争爆发前夕，卡根的著作《天堂与实力：世界新秩序下的美国与欧洲》出版并造成了一时的轰动。书中他称欧洲更倾向于用和平的方式解决国际争端而美国则用一种更“霍布斯式的”观念，认为某些分歧只能由武力解决，他写道：“美国人来自火星而欧洲人来自金星。”（火星即战神Mars，金星即爱神Venus）伊沃·达尔德在纽约时报的书评中写道：
当涉及国家惠利，查明威胁，界定挑战，制定并实施外交与防御政策时，美国和欧洲采取了截然不同的方式，总结起来，就正如卡根先生所写的，已经成为名言的‘美国人来自火星而欧洲人来自金星。’
卡根的在另一本著作《危险的国家：美国从起源到20世纪初的世界地位》（2006）中有力地反驳了一个他认为被普遍误解的观点——美国自诞生起就是一个孤立主义者。本书获得了由乔治城大学颁发的普格德图书奖。
卡根的文章《美国衰落的神话》（《新共和》, 2012年2月2日）获得了美国总统奥巴马的正面评价。《外交政策》在报道中称奥巴马总统“花了十多分钟谈论……它每一个段落的观点。”本文节选自他的著作《美国缔造的世界》（2012）。

## 主要著作
英文版：
- A Twilight Struggle: American Power and Nicaragua, 1977-1990. (1996) ISBN 978-0-028-74057-7
- Present Dangers: Crisis and Opportunity in America's Foreign and Defense Policy, with William Kristol (2000)
- Of Paradise and Power: America and Europe in the New World Order. (2003) ISBN 1-4000-4093-0 *Dangerous Nation: America's Place in the World from its Earliest Days to the Dawn of the Twentieth Century. (2006) ISBN 0-375-41105-4
- The Return of History and the End of Dreams. (2008) ISBN 978-0-307-26923-2
- The World America Made. (2012) ISBN 978-0-307-96131-0

中文版：
- 《天堂与实力 : 世界新秩序下的美国与欧洲》, 新华出版社, 2004
- 《危险的国家 : 美国从起源到20世纪初的世界地位》, 社会科学文献出版社, 2011
- 《天堂与权力 : 世界新秩序中的美国与欧洲》, 社会科学文献出版社, 2013
- 《历史的回归和梦想的终结》, 社会科学文献出版社, 2013
- 《美国缔造的世界》, 社会科学文献出版社, 2013

## 延伸阅读
- 罗伯特·卡根. 谢硙. . 国外理论动态. 2012, 11  [2015-07-14]. （原始内容存档于2015-07-14） （中文）.